# Догадкин, Борис Аристархович
Бори́с Ариста́рхович Дога́дкин (1898—1977) — советский инженер-химик, доктор химических наук, профессор.

## Биография
Родился 8 (20 марта) 1898 года в селе Клеванцево (ныне в Островском районе Костромской области). В 1918 году, получив стипендию имени И. С. Тургенева, окончил Кинешемское реальное училище имени И. А. Коновалова. В 1922 году он поступил в Московский университет на химическое отделение физико-математического факультета, который окончил в 1927 году. По окончании университета Б. А. Догадкин занимался научно-педагогической деятельностью. В 1929 году работал в коллоидном секторе в должности научного сотрудника Научно-исследовательского института резиновой промышленности (НИИРП). Позже работал в НИИ шинной промышленности после его выделения из состава НИИРП как самостоятельной научной базы.

Отчет НИИРП 1935 год. Дальнейшее изучение процесса полимеризации спиртового бутадиена в эмульсиях. Руководитель — Догадкин Б. А.

В 1930 году работал ассистентом кафедры физической химии МГУ имени М. В. Ломоносова. В 1932—1933 годах, будучи доцентом, заведует кафедрой физической и коллоидной химии Московского нефтяного института, а с 1933 года становится профессором и заведующим вновь организованной им кафедры в МИТХТ имени М. В. Ломоносова, которой он бессменно заведовал до ухода на пенсию в 1974 году. Одновременно (до 1958 года) Б. А. Догадкин возглавлял физико-химический отдел НИИ шинной промышленности. В течение нескольких лет был деканом факультета технологии резины МИТХТ имени М. В. Ломоносова.
Умер 13 мая 1977 года в Москве.

## Память
В настоящее время имя Бориса Аристарховича Догадкина носит основанная им кафедра физики и химии материалов имени Догадкина Б. А. Физико-технологического института МИРЭА — Российского технологического университета.

## Награды и премии
- Сталинская премия III степени (14 марта 1941) — за разработку метода получения латекса из синтетического каучука
- орден Ленина
- орден Трудового Красного Знамени
- заслуженный деятеля науки и техники РСФСР (1958)[3]